# Sagridola maculosa
Sagridola maculosa är en skalbaggsart som först beskrevs av Guérin-Méneville 1844.  Sagridola maculosa ingår i släktet Sagridola och familjen långhorningar.
Artens utbredningsområde är Madagaskar. Inga underarter finns listade i Catalogue of Life.